# Balena Minke
Balena Minke este o specie de balenă. Are un bot ascuțit și este cea mai mică dintre balenele mari. Femelele gestante din această specie înoată spre tropice pe timpul iernii, pentru a naște pui, care vor fi independenți la întoarcere. Pielea sa este de culoare neagră pe partea dorsală și albă pe gât și pe burtă. Pe înotătoarele pectorale are o pată albă.
Această denumire este atribuită celor două specii de balene Minke:
- Balaenoptera acutorostrata, sau balena Minke nordică
- Balaenoptera bonaerensis, sau balena Minke sudică